# Charles Hart (Textdichter)
Charles Hart (* 1961 in London) ist ein britischer Liedtexter, Librettist und Songwriter.

## Leben
Charles Hart wurde 1961 als Sohn eines Antiquars und einer Schauspielerin geboren. Seine Großeltern Glen Byam Shaw und Angela Baddeley arbeiteten ebenfalls als Schauspieler am Theater und prägten ihn während seiner Kindheit. Hart begann bereits als Kind Songs zu schreiben.
Er ging in Maidenhead zur Schule und studierte im Anschluss am Robinson College in Cambridge Musik. Anschließend folgte ein Aufbaustudium in Komposition an der Guildhall School of Music and Drama, das er 1984 abschloss. Nach Beendigung seines Studiums wurde er von Andrew Lloyd Webber und Cameron Mackintosh angeworben, um die Texte für Musical Das Phantom der Oper zu schreiben.
1990, während Stephen Sondheims Amtszeit als „Professor für Musiktheater“ in Oxford, schloss sich Hart mit den gleichgesinnten Schriftstellern George Stiles, Anthony Drewe und Howard Goodall zusammen und gründete 1992 den Mercury Workshop. Dieser fusionierte 1999 mit der New Musical Alliance zu Mercury Musical Developments und ist heute eine eingetragene Wohltätigkeitsorganisation, deren Schirmherr Stephen Sondheim ist. Hart arbeitete anschließend mit Howard Goodall an einer Reihe erfolgreicher Musicals zusammen.
Hart erhielt zwei Ivor Novello Award, 1987 für Das Phantom der Oper und 1990 für Aspects of Love, die als Bestes britisches Musical ausgezeichnet wurden. Außerdem war er zweimal für den Tony Award nominiert. Bei der Oscarverleihung 2005 war er außerdem für Learn to Be Lonely aus der Filmversion von Das Phantom der Oper zusammen mit Andrew Lloyd Webber für den Oscar in der Kategorie Bester Song nominiert.

## Werke

### Musiktheater
- 1984: Moll Flanders (Buch und Musik)
- 1986: Das Phantom der Oper (Texte)
- 1989: Aspects of Love (Texte)
- 1998: The Kissing Dance (Buch und Texte)
- 2001: The Dreaming (Buch und Texte)
- 2015: Bend It Like Beckham: The Musical (Buch und Texte)

### Opern
- 1992: Libretto für The Vampyr: A Soap Opera
- 2014: Libretto für Benvenuto Cellini
- 2018: Libretto für Marx in London

### Lieder
- 1998: Love Songs für Marie-Louise Clarke (BBC Radio)
- 1999: The Years Rolled By (Musik: Jake Heggie) für Kiri Te Kanawa und Frederica von Stade
- 2007: Goodbye for Now (Musik: Richard Rodney Bennett) für Claire Martin
- 2013: Seventeen (Musik: Claude-Michel Schönberg) für Russell Watson
- 2017: This Life (Übersetzung, im Original von Michael Kunzeund Sylvester Levay) für Pia Douwes

### Filme
- 1987: Watching
- 1989: Split Ends
- 1992: The Vampyr: A Soap Opera
- 2004: Learn to Be Lonely (Musik: Andrew Lloyd Webber) für Das Phantom der Oper